# Cyphonisia soleata
Cyphonisia soleata is een spinnensoort uit de familie Barychelidae. De soort komt voor in Kameroen.